# Vasilii Petrovich Tonkoshkurov
Vasili Petróvich Tonkoshkúrov (27 de enero de 1960, en Karagandá, RSS de Kazajistán, Unión Soviética) es un militar, y desde mayo de 2018 primer subcomandante del Comando Principal de las Fuerzas Terrestres de Rusia y coronel general desde el 11-12-2015.

## Biografía
Terminó sus estudios secundarios en la RSS de Kirguistán.
Ingreso en las Fuerzas Armadas Soviéticas en 1977. En 1981, terminó los estudios en la escuela Superior Militar General V. I. Lenin en Taskent. Fue miembro de las fuerzas soviéticas en la República Democrática Alemana, luego en la región del Báltico. De octubre de 1983 a diciembre de 1985, participó en el batallón 371 motorizado (de tanques). Participó en las batallas de la Guerra de Afganistán. Resultó herido. En 1987, siguió sus estudios militares.
En 1990, terminó la Academia Militar M. V. Frunze. Estuvo activo en el Lejano Oriente, donde fue subcomandante de la división de fuerzas motorizadas. Participó en la segunda guerra chechena de febrero a julio de 2000.
En 2004, terminó la Academia Militar del Estado Mayor de la Federación de Rusia con medalla de oro. A partir de julio de 2004 comandó la división motorizada 19 de la región del Cáucaso Norte. En junio de 2008 fue asignado como primer subcomandante de la armada 41 de la región de SIberia. El 11 de junio de 2009, fue asignado como comandante de la armada 41 de Siberia.
Fue subcomandante del Estado Mayor de las Fuerzas Armadas de la Federación de Rusia desde octubre de 2013 hasta mayo de 2018.
A partir de mayo de 2018, es subcomandante de las fuerzas terrestres.